# アレクサンドリアの聖カタリナとしての自画像
『アレクサンドリアの聖カタリナとしての自画像』（アレクサンドリアのせいカタリナとしてのじがぞう、伊: Autoritratto come santa Caterina d'Alessandria, 英: Self Portrait as Saint Catherine of Alexandria）は、イタリアのバロック期の女性画家アルテミジア・ジェンティレスキが1615年から1617年に制作した自画像である。油彩。キリスト教の聖人であるアレクサンドリアの聖カタリナの姿で自身を描いた作品で、現在はロンドンのナショナル・ギャラリーに所蔵されている。
『アレクサンドリアの聖カタリナとしての自画像』はアルテミジアがフィレンツェに滞在した時代に描かれた作品で、アルテミジアが（被告人と異なり）証言が真実であるかどうかを試すために拷問を受けた、有名な1612年のレイプ裁判の後に女性殉教者を描いた数枚の絵画のうちの1つである。

## 主題
4世紀のアレクサンドリアに生まれた聖カタリナは学識豊かな王女だった。彼女はローマ皇帝マクセンティウスの招聘した学者たちと論争してことごとく論破したため、激怒した皇帝は彼女を投獄したが、聖カタリナは信仰を捨てなかった。皇帝マクセンティウスは彼女を鋭い棘がついた車輪に縛りつけ、拷問して殺すように命じた。しかし雷が落ちて車輪を破壊したため断首された。聖カタリナはまたキリストと神秘的な結婚をした伝説でも知られる。

## 作品
聖カタリナは無地の背景に四分の三正面像で描かれている。聖女は頭に王冠をかぶり、その上にターバンを巻いている。左手には破壊された鋭い金属製のスパイクがついた車輪を持ち、また右手の親指と人差し指でナツメヤシの葉を持って、自らの胸に当てている。車輪は聖カタリナが斬首される前に使用された拷問の道具であり、ナツメヤシの葉は伝統的な殉教の象徴であった。彼女は身体を車輪の方に向けているが、頭だけ向きを変えて鑑賞者を見つめている。右からの強い光が車輪の金属製のスパイク、聖女の伸ばした腕、首と肩の白い肌を明るく照らしている。対照的に車輪の内側とドレスの衣文は深い影をつくり、画面右の濃い暗闇が聖カタリナの白い肌とターバンの明るい色調を相殺している。絵画の自然主義と劇的な照明はミケランジェロ・メリージ・ダ・カラヴァッジョの影響を示している。
聖女は近距離から等身大で描かれている。狭い画面に収められた構図は聖カタリナの毅然とした表情や力強い腕に鑑賞者の注意を向けさせる。聖カタリナの顔の特徴や首の回転、および四分の三正面像のポーズは、いずれも現在コネチカット州ハートフォードのワズワース・アテネウム美術館に所蔵されている『リュート奏者としての自画像』（Autoritratto come suonatrice di liuto）と密接に関係している。またウフィツィ美術館に所蔵されている1619年頃の『アレクサンドリアの聖カタリナ』（Santa Caterina d'Alessandria）と類似している。
聖カタリナの王冠は彼女が王族出身であることを示唆しているが、光輪とともに後から追加されたものと考えられている。アルテミジアが制作した同時代の作品に関する現在の研究は、自画像として制作された後に聖女を描くために修正されたことが示唆されている。
アルテミジアは多くの自画像を制作しており、そのいくつかは17世紀の目録に記載されている。おそらくフィレンツェを訪れたアルテミジアは、自己の宣伝を意識的に行うため、これらの自画像を制作したと考えられている。アルテミジアの絵画の中でも特に強い女性のヒロインを描いた作品は、彼女が経験した強姦やその後の裁判で受けたセカンドレイプを踏まえて解釈されることが多い。自らを精神的・肉体的苦痛を経験した聖女として表現することは、アルテミジア本人による選択と考えられるが、また彼女の後援者の要望であった可能性も考えられる。

## 来歴
制作経緯や来歴の多くの部分が不明である。自画像のもともとの所有者は不明であり、当時の所有者シャルル・マリー・ブードヴィル（Charles Marie Boudeville）が絵画を息子に遺贈した1940年代初頭まで、その所在について全く記録に残されていない。それから半世紀以上もの間、自画像はブードヴィルの個人コレクションに保管されていたが、2017年12月19日にパリのオテル・ドルーオの競売で240万ユーロで落札された。落札価格の190万ユーロは当初の見積もり価格であった30万ユーロから40万ユーロを大きく上回った。
絵画を購入したのはロンドンを拠点とする美術商ロビラント＋ヴォエナであった。この価格はアルテミジアの『マグダラのマリアの法悦』（Maria Maddalena in estasi）が2014年に記録した購入価格を上回った。2018年7月、ロンドンのナショナル・ギャラリーはアメリカン・フレンズ・グループ（American Friends group）から寄付の約270万ポンドを含む360万ポンド（470万ドル）で肖像画を美術商から購入したと発表した。これにより『アレクサンドリアの聖カタリナとしての自画像』はポーラ・レゴの絵画5点が同美術館に寄贈された1991年以来、初めて入手した女性画家の絵画となり、イギリスに3点しかないアルテミジアの作品の1つとなり、20数点しかないナショナル・ギャラリーが所有する女性画家の作品の1つとなった。ナショナル・ギャラリーは自画像を入手するとすぐに修復を行った。

## ギャラリー

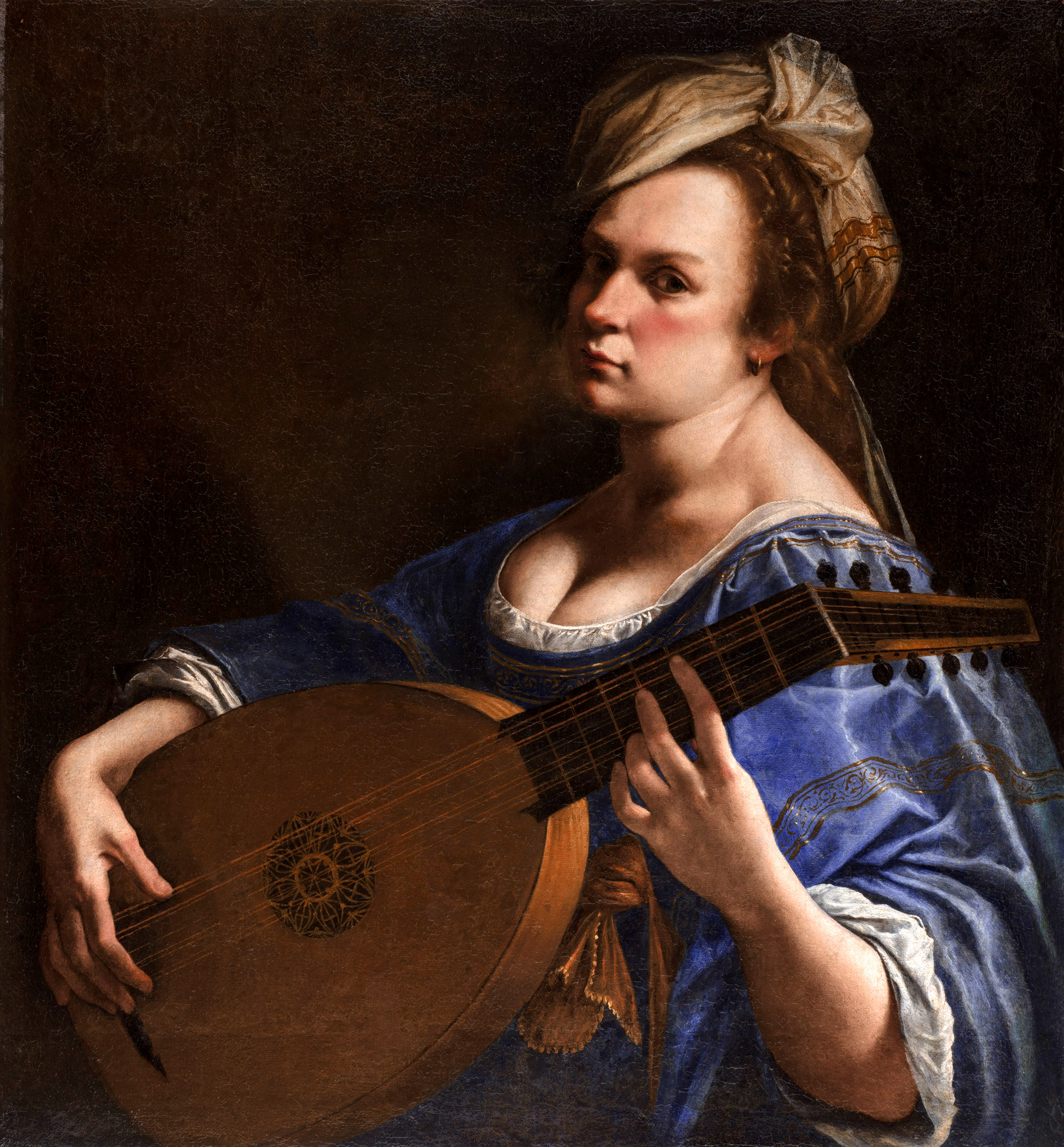
『リュート奏者としての自画像』1615年頃 ワズワース・アテネウム美術館所蔵
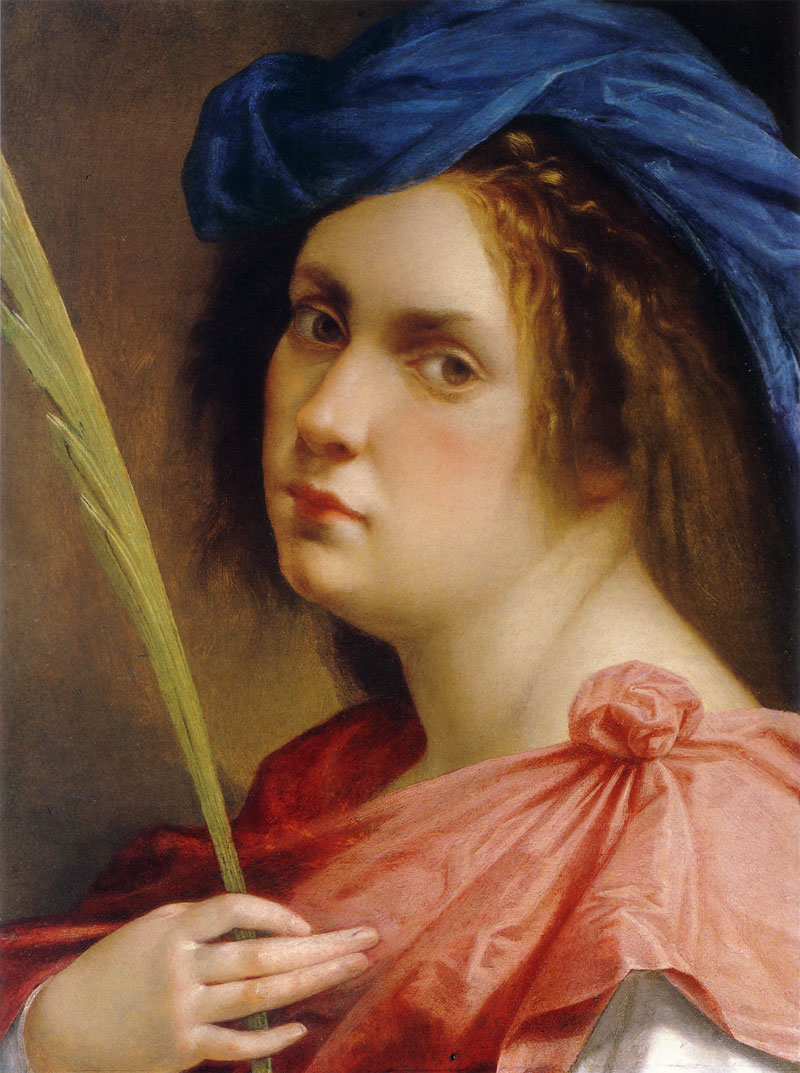
『女性殉教者としての自画像』1615年頃 個人蔵
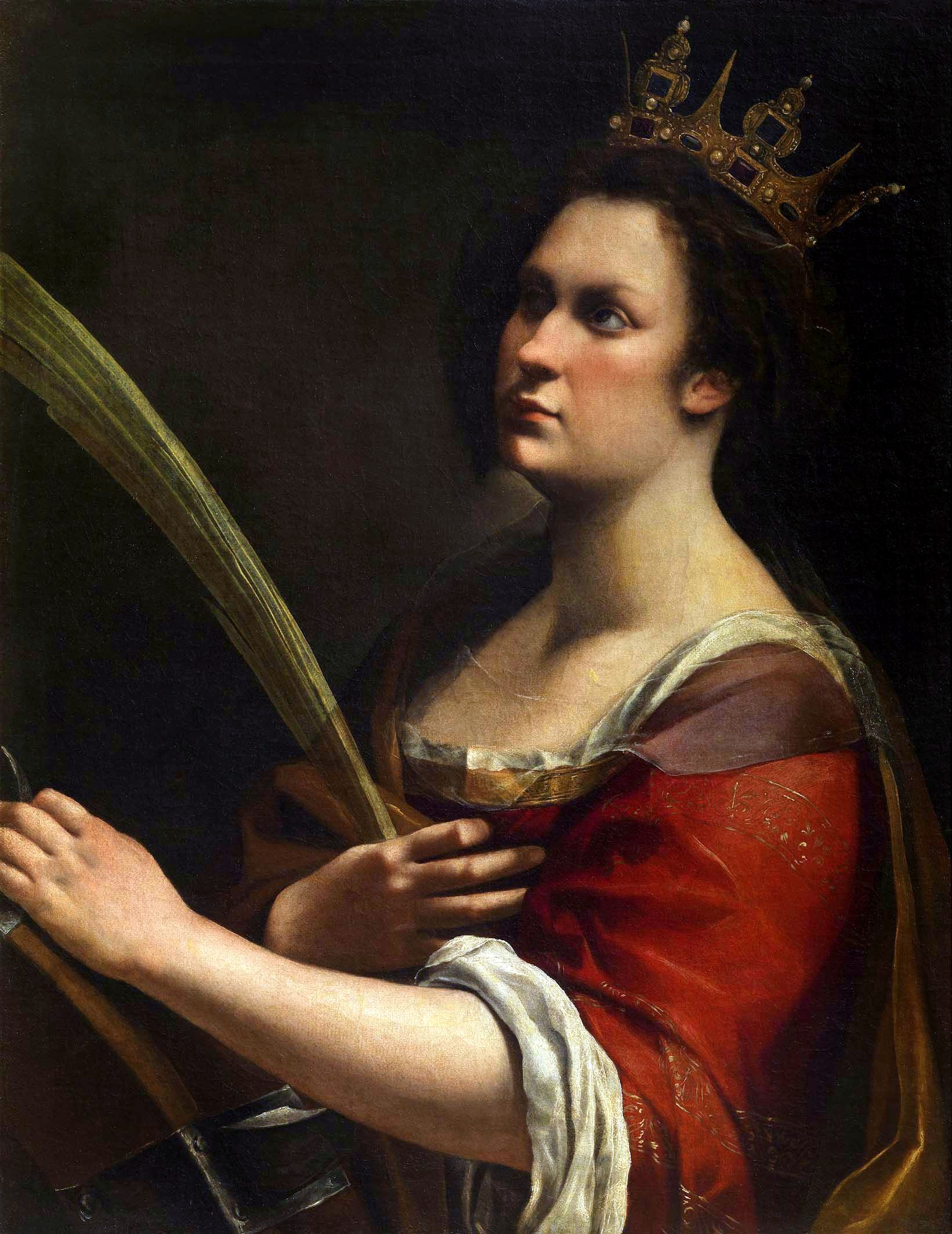
『アレクサンドリアの聖カタリナ』1619年頃 ウフィツィ美術館所蔵